# Anja Mischke
Anja Mischke (29 april 1967) is een Duits langebaanschaatsster.
Mischke nam voor West-Duitsland deel aan de Olympische Winterspelen van 1988 in Calgary op de 1500 meter en 3000 meter.
Op de Duitse kampioenschappen schaatsen allround vrouwen behaalde Mischke in 1988 de gouden medaille.

## Records

### Persoonlijke records[4]
| Afstand    | Tijd    | Datum            | Baan       |
| ---------- | ------- | ---------------- | ---------- |
| 500 meter  | 42,34   | 6 december 1987  | Calgary    |
| 1000 meter | 1.25,71 | 28 december 1989 | Inzell     |
| 1500 meter | 2.06,59 | 4 december 1987  | Calgary    |
| 3000 meter | 4.24,16 | 5 december 1987  | Calgary    |
| 5000 meter | 7.48,65 | 20 maart 1988    | Heerenveen |

## Privé
Anja Mischke is de dochter van de Duits wereldkampioen speedbootracen Kurt Mischke.